# Sommeltje

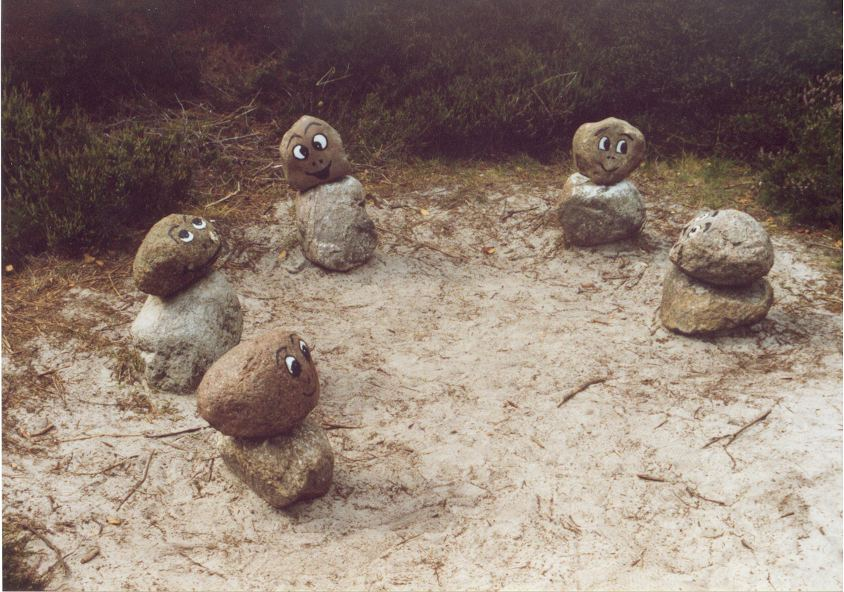
Sommeltjes langs het Sommeltjespad op Texel.

Sommeltjes (Tessels), sammelkes of sammeltjes (Wierings) zijn mythische wezens uit volksverhalen van Texel en Wieringen.

## Omschrijving
Sommeltjes zijn een soort aardmannetjes of trollen die in het maanlicht zouden dansen op de Sommeltjesberg, een sinds lang afgegraven grafheuvel bij De Waal. Overdag zijn ze vrijwel niet te vinden. Als ze in het zonlicht komen, verstenen ze. Ze kunnen onzichtbaar worden, ook kunnen ze de gedaante aannemen van allerlei dieren. Een sommeltje is in plaatselijk dialect een soort spook of geest.
De wezens houden van glimmende spullen en spelen op kleine fluitjes en roken pijp. Een pot die buitengelaten werd, kon de volgende ochtend glimmend gepoetst teruggevonden worden in de kuil. Ook andere kostbaarheden werden 's nachts verzameld. Als men langs de kuil liep, konden zilveren munten verdwijnen. In het verleden werd verteld dat de kinderen door de sammelkes gebracht werden (zoals de verhalen van de bloemkool en de ooievaar).
Op Wieringen worden de wezens sammelkes of sammeltjes genoemd, ze wonen in de Sammeltjeskuil. Deze kuil ligt in Zandburen bij Hippolytushoef, gelegen aan de Gemeenelandsweg. De wezens konden door de kieren van een bedstee komen, maar deden meestal niet echt kwaad. Ze hielpen mensen met klusjes.

## Sommeltjesberg

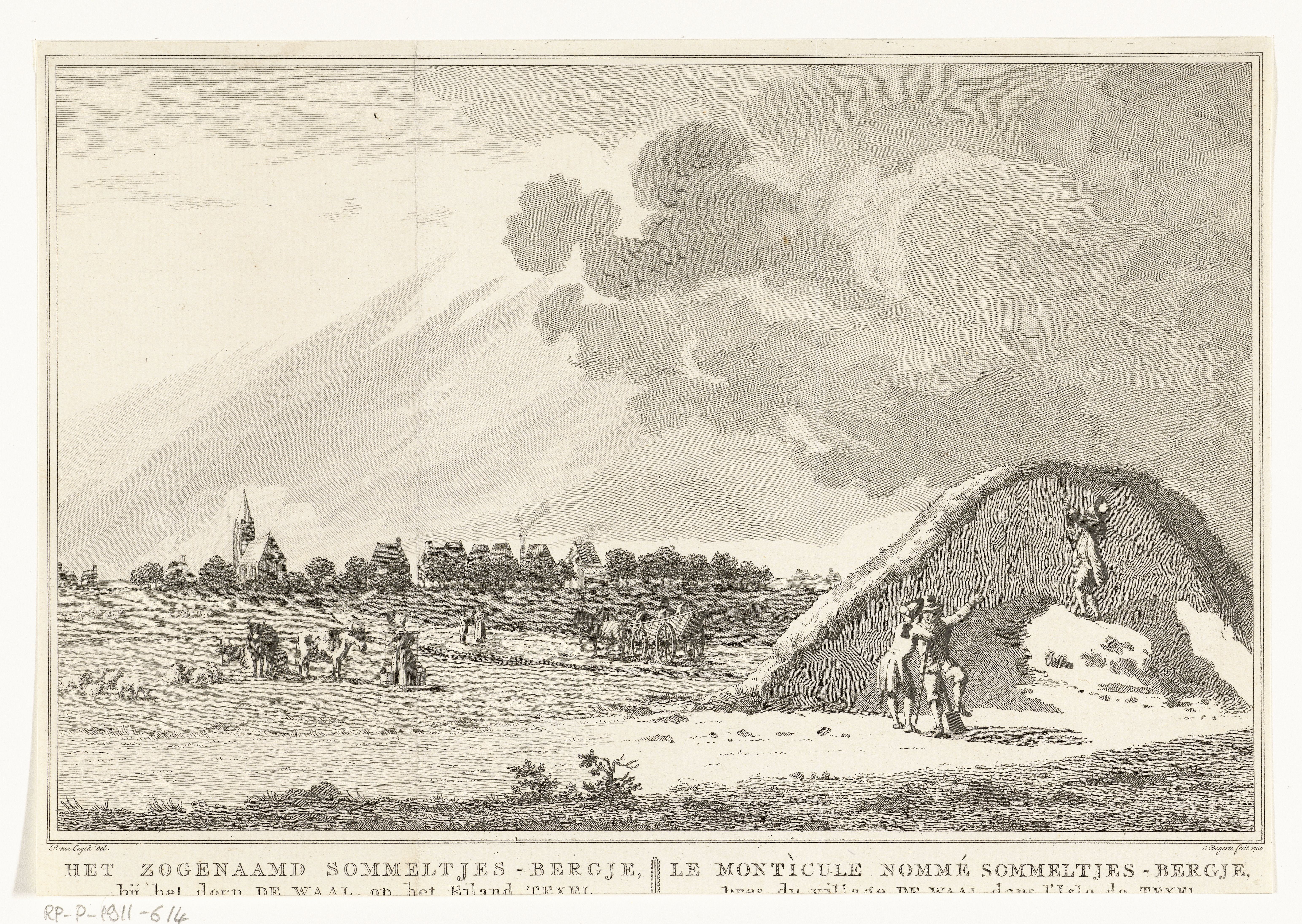
De afgraving van de Sommeltjesberg, naar beschrijving van Van Cuyck.

De sommeltjes zouden in het verleden hebben gewoond bij en gedanst rondom de Sommeltjesberg bij De Waal. Deze heuvel werd afgegraven in 1777 door Simon de Breker, de eigenaar van het land.
Rond die tijd werd Texel bezocht door Pieter van Cuyck, die in 1779 door Cornelis Bogerts een tekening liet maken van de afgraving. Van Cuyck kwam tot de conclusie dat de heuvel een grafheuvel van een vooraanstaand persoon was geweest. Reeds eerder schreef Van Cuyck het verslag Beschryving van eenige oudheden, gevonden in een tumulus, of begraafplaats, op het eiland Texel. Hierin beschrijft Van Cuyck de Romeinse vondsten die zijn gedaan tijdens het afgraven van de grafheuvel. Ook in de op Wieringen gelegen Sammeltjeskuil zouden Romeinse vondsten gedaan zijn.
Hoewel de precieze locatie van de Sommeltjesberg lange tijd onbekend is gebleven, wordt geschat dat de heuvel ten zuidoosten van De Waal aan de Oosterenderweg heeft gelegen. Hier geldt een aantal archeologische beperkingen die door de gemeente Texel zijn opgesteld.

### Archeologische vondsten
De vondsten die in de grafheuvel werden gedaan, zijn van Romeinse oorsprong. De vondsten omvatten onder andere een bijl en zeef. Een bijzonderheid is dat op enkele van de objecten de woorden ADRAXIVS F en MATVTIO F zijn gezet.
In de Nieuwe Nederlandsche Jaarboeken staat een verslag waarin het bezoek van Willem V van Oranje-Nassau aan Texel in 1789 wordt beschreven. Willem V zou hier de "verscheiden oudheden" hebben gezien op het land van Simon de Breker. In 1799 werden de vondsten nog gezien door Taco Scheltema en zijn vrouw.
In 1852 zouden de voorwerpen zijn gekocht door het Rijksmuseum van Oudheden te Leiden. Echter, behalve een riemverdeler, zouden er geen andere vondsten bij het museum bekend zijn. De voorwerpen die indertijd zouden zijn gevonden, staan hieronder afgebeeld.

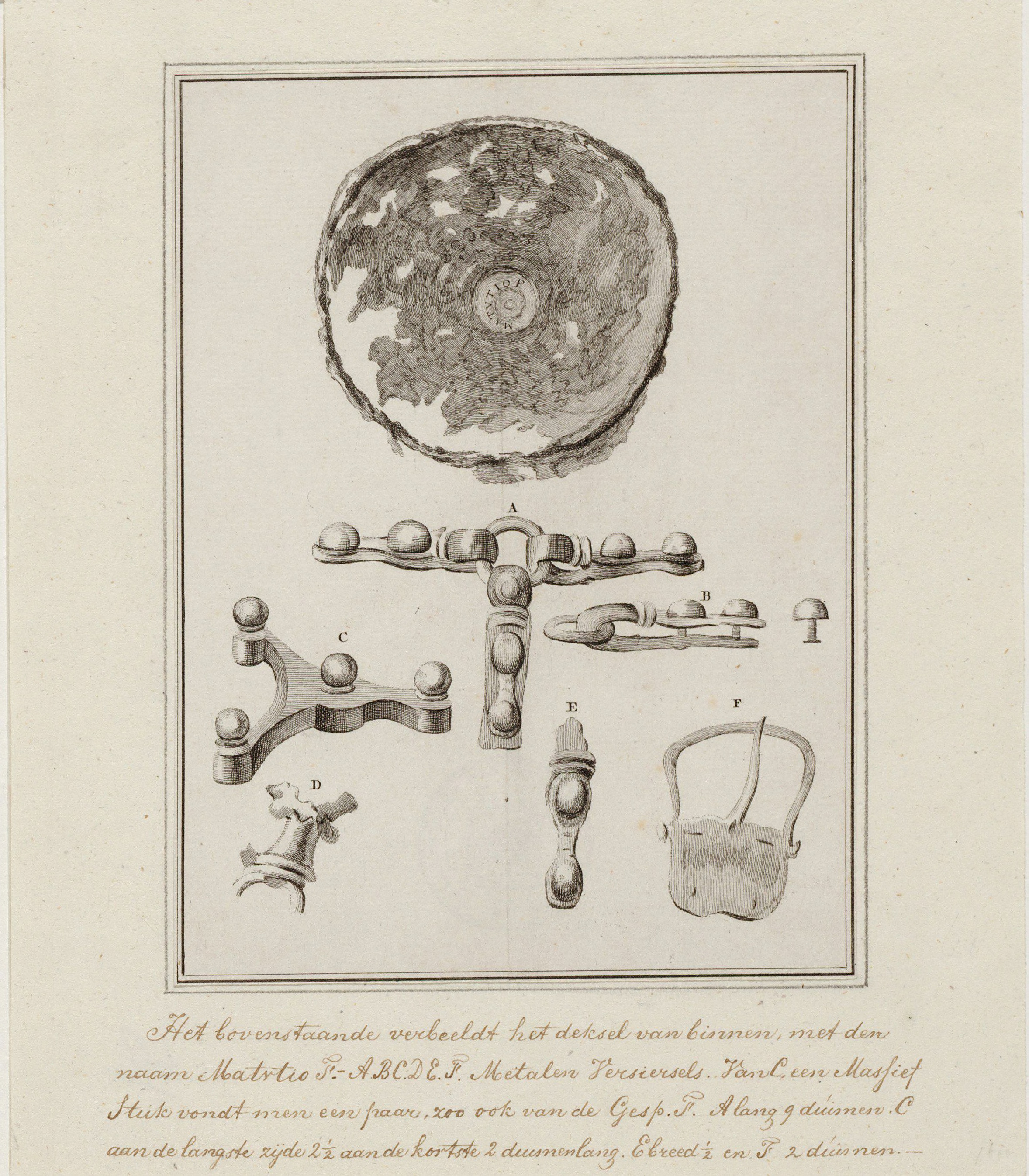
Onder andere een deksel met aan de binnenkant de naam Matutio F.
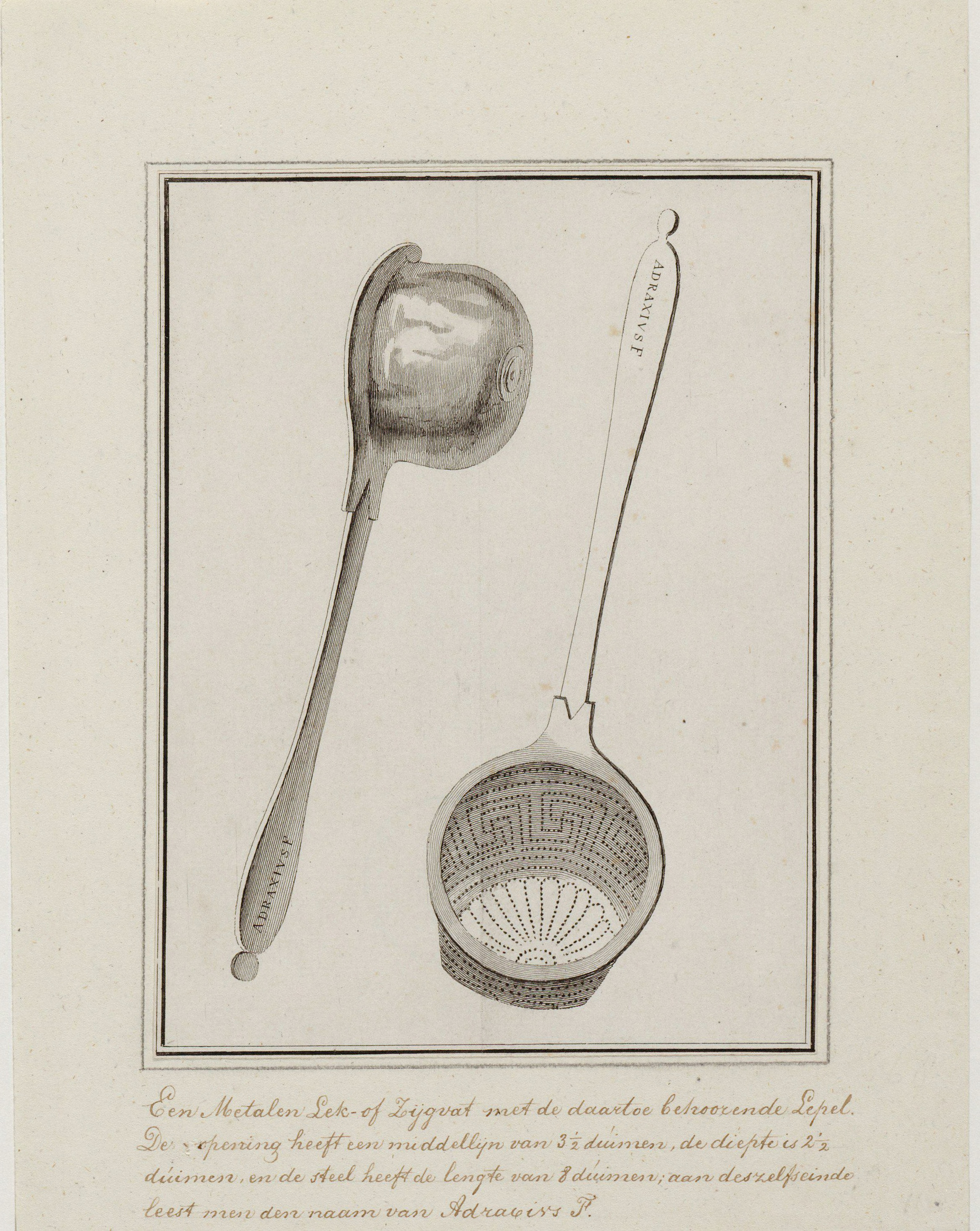
Een metalen zeefje en bijhorende lepel met de naam Adraxius F.
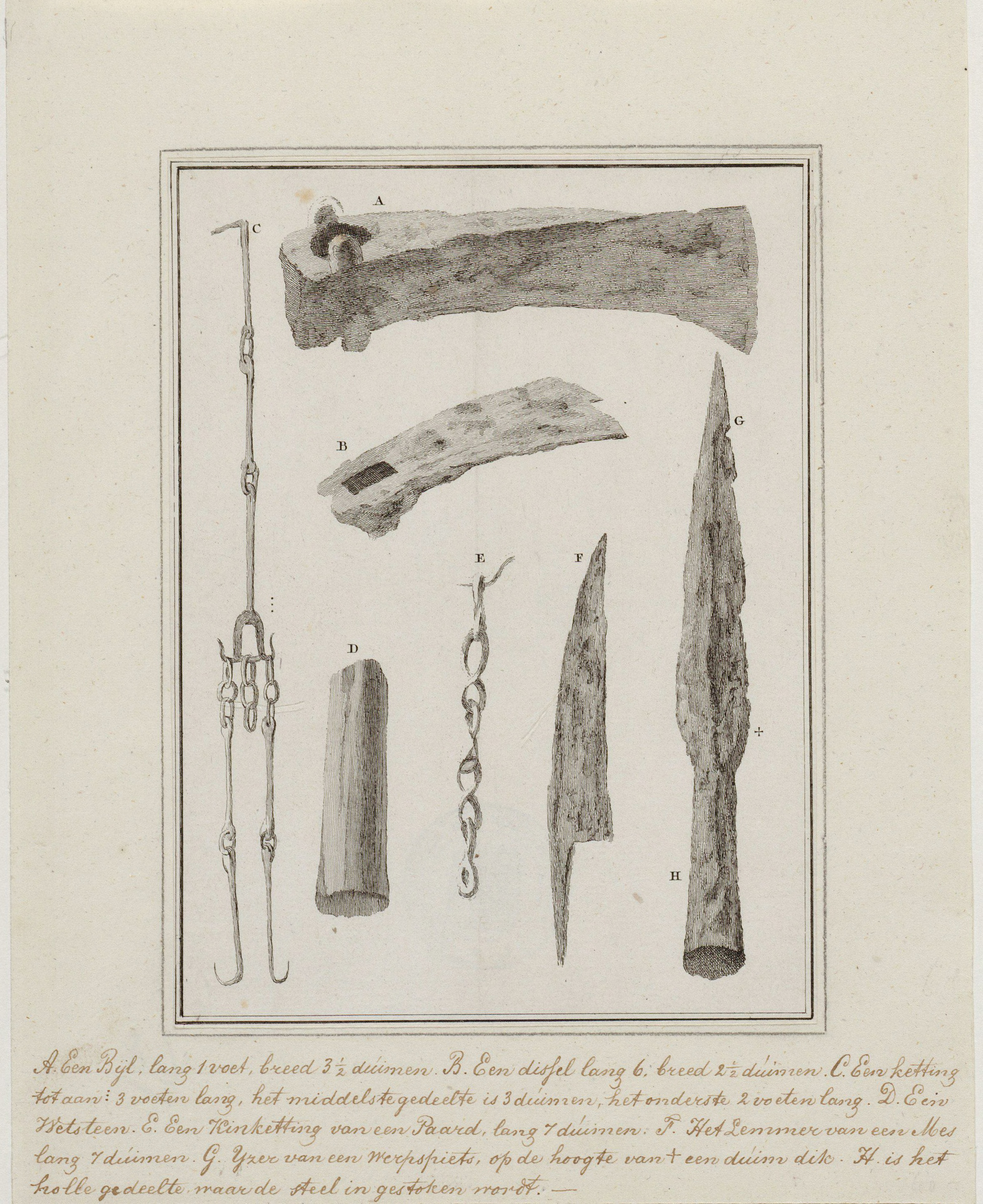
Onder andere een bijl, ketting en de kinketting van een paard.
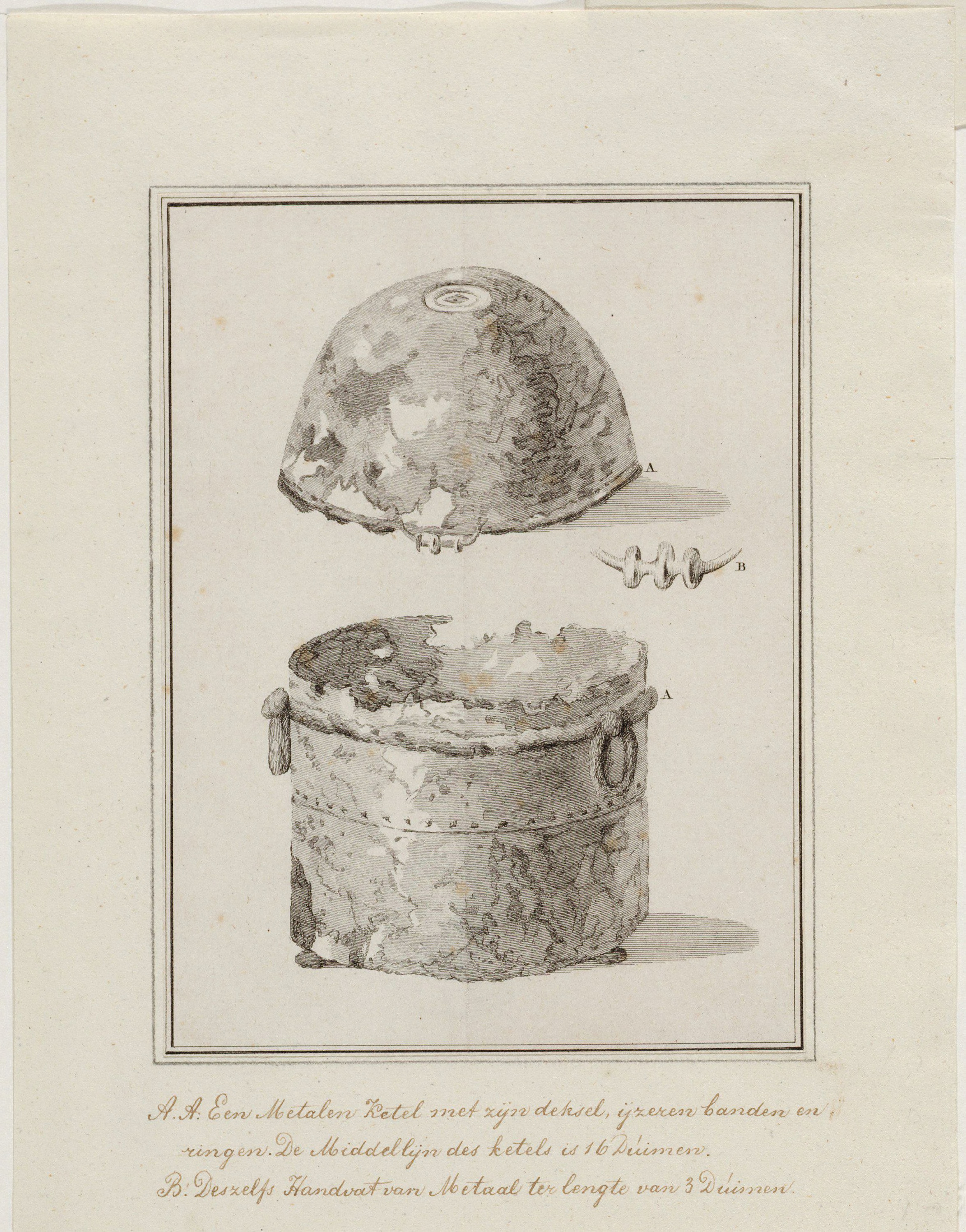
Een metalen ketel met deksel, handvat ijzeren banden en ringen.

## Etymologie
Kees de Jager suggereerde in 1992 dat het woord sommeltje mogelijk een verbastering is van het woord tumulus (grafheuvel). Tumulus zou 'tommelt' zijn geworden, en zou daarna via 'sommelt' naar sommeltje zijn gegaan. Een andere auteur suggereert een verwantschap met het woord voor verzamelen (Fries: sammelje, Duits: sammeln, Deens: samle). Dit zou verwijzen naar het gedrag van de sommeltjes, die spulletjes van mensen zouden meenemen.

## Culturele invloed

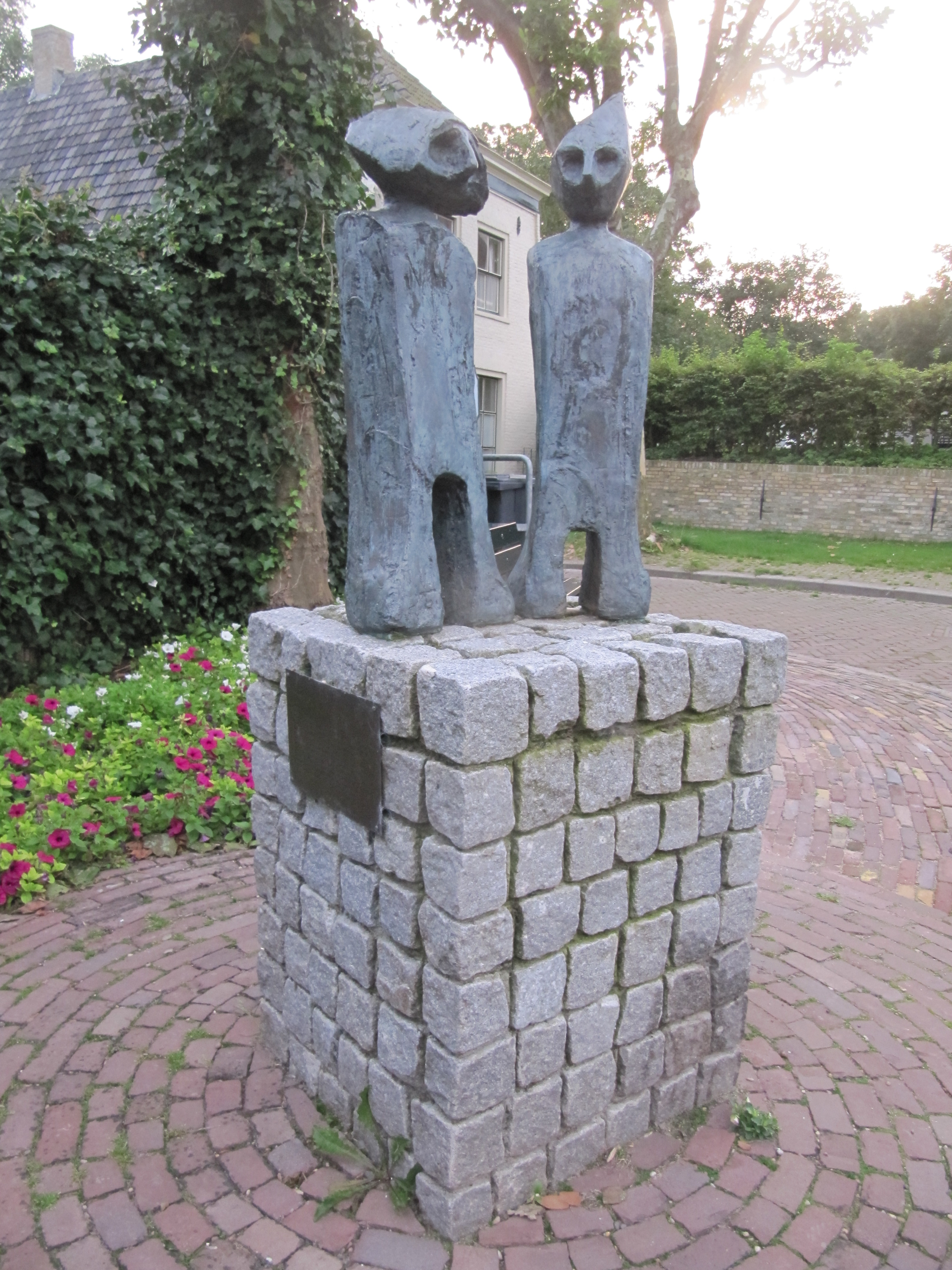
Beeldje van sommeltjes in De Waal.

De van oorsprong Texelse schrijfster Imme Dros en Harrie Geelen hebben een televisieserie gemaakt over de sommeltjes die in 2003 op de Nederlandse televisie is uitgezonden tijdens het Blok Villa Achterwerk op Zappelin. Ze maakten onderscheid tussen bergsommeltjes en veldsommeltjes die met elkaar in onmin leven. De serie is slechts losjes gebaseerd op de sommeltjesmythe.
Op Texel zelf is in het Nationaal Park Duinen van Texel door Staatsbosbeheer in 1999 een Sommeltjespad gemaakt in het bos aan de Pelikaanweg. Langs deze route kunnen allerlei versteende sommeltjes bewonderd worden. Op Ameland werd in 2016 een vergelijkbaar pad aangelegd.
Op Texel wordt in de toeristenindustrie dankbaar gebruikgemaakt van de sommeltjes; in diverse cadeauwinkels zijn sommeltjes-artikelen te koop (bijvoorbeeld kaarsen in de vorm van sommeltjes).